# Standseilbahn Ritom

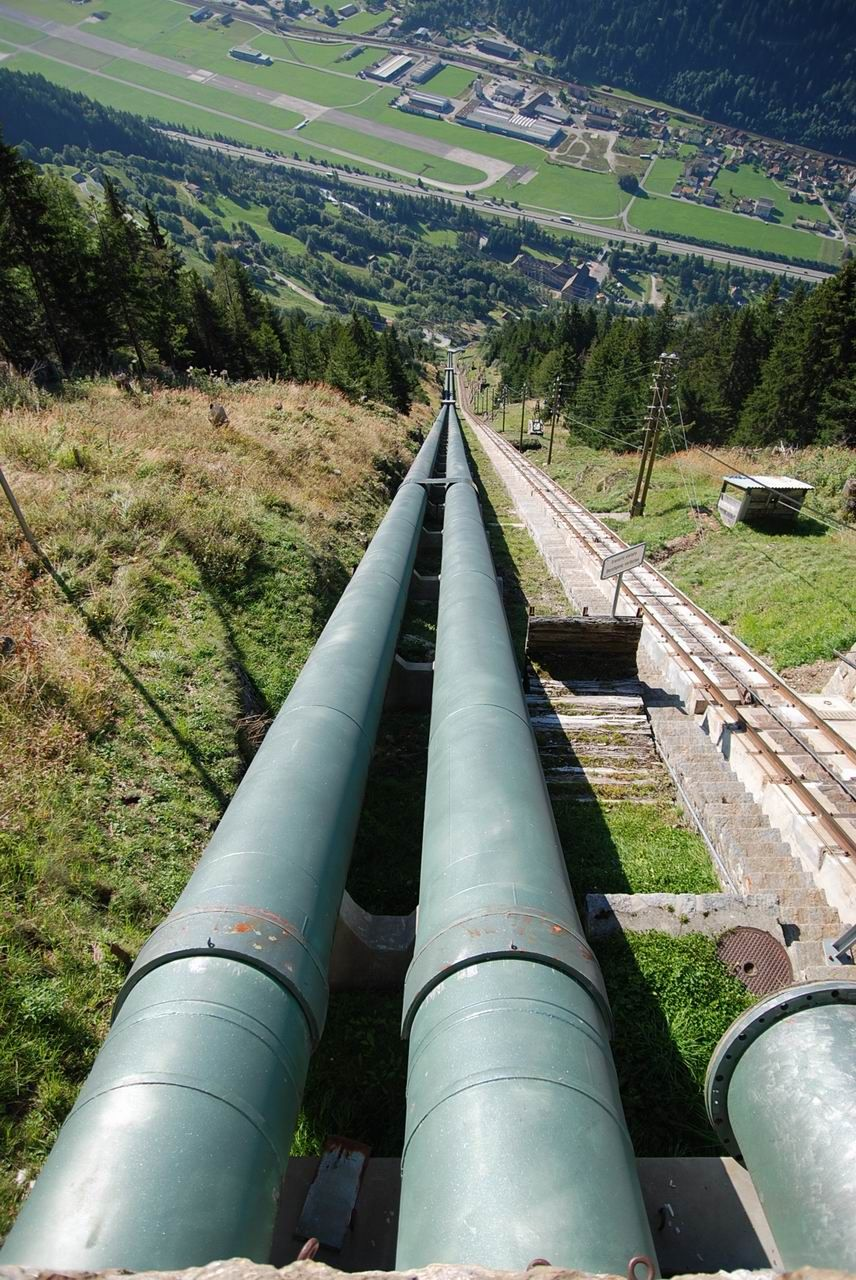
Trassee mit Flugplatz Ambrì im Tal (2008)

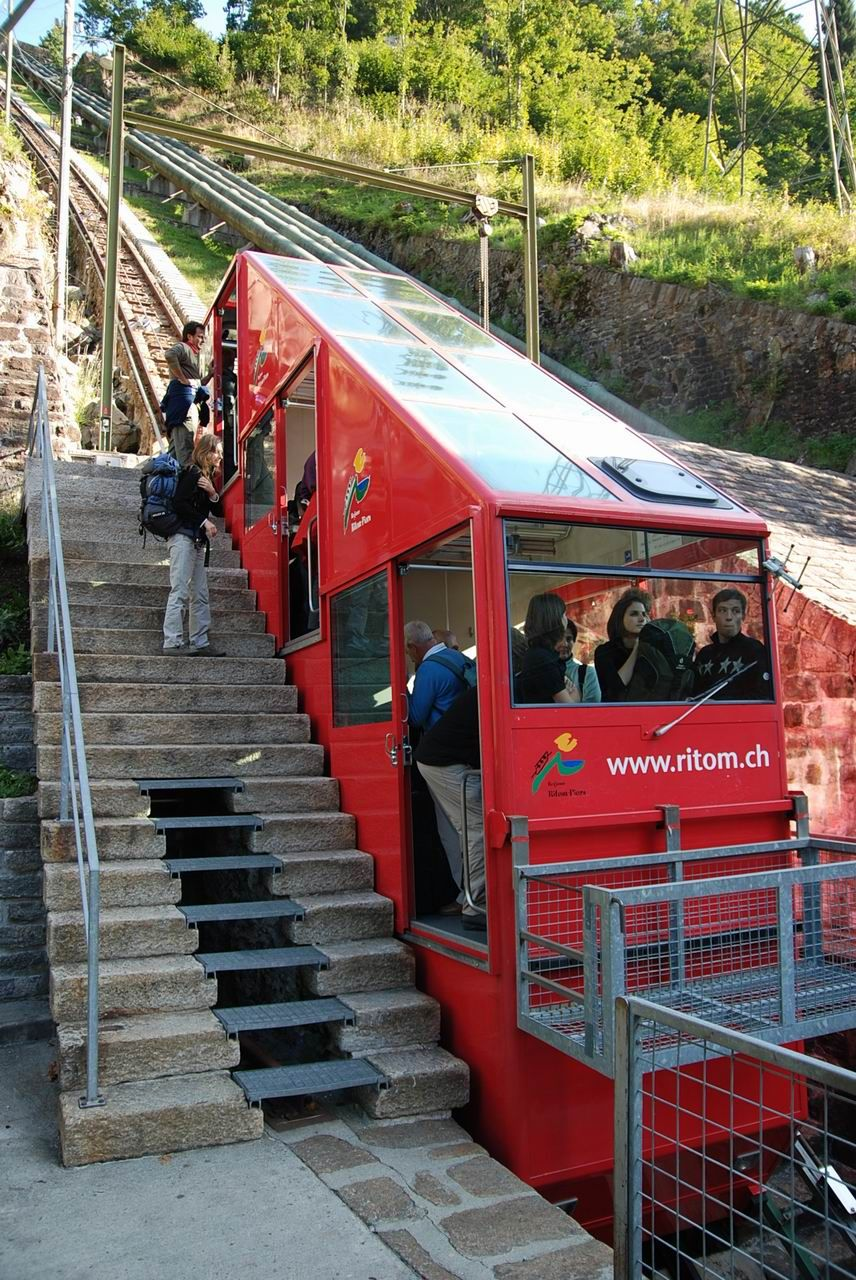
Talstation Piotta (2008)

Die Standseilbahn Ritom (italienisch Funicolare Ritom) verbindet Piotta im Schweizer Kanton Tessin mit der Stazione Piora unterhalb des Lago Ritóm.
Die Bahn mit einer Länge von 1369 m wurde 1917 von den SBB erstellt. Sie verläuft parallel zur Druckrohrleitung des Kraftwerks Ritom und weist eine maximale Steigung von 87,8 % auf. Die Fahrt dauert 12 Minuten.
| Station                                 | Höhe         | Koordinaten       |
| --------------------------------------- | ------------ | ----------------- |
| Bergstation Piora                       | 1796 m ü. M. | 694 650 / 153 620 |
| Zwischenstation Altanca                 | 1380 m ü. M. | 694 820 / 153 170 |
| Zwischenstation Sanatorio (stillgelegt) | 1170 m ü. M. | 694 905 / 152 875 |
| Talstation                              | 1010 m ü. M. | 694 880 / 152 560 |

Der Schrägaufzug mit Meterspur ist seit 1921 der Öffentlichkeit zugänglich und ein Kulturgut regionaler Bedeutung. Das Förderseil wird als Besonderheit neben dem Trassee, das auch 4261 Treppenstufen aufweist, zum Antrieb im Tal zurückgeführt.
| Standseilbahn Ritom | Standseilbahn Ritom |
| ------------------- | ------------------- |
| Fahrplanfeld:       | 2603 (früher 1603)  |
| Streckenlänge:      | 1,369 km            |
| Spurweite:          | 1000 mm (Meterspur) |
| Maximale Neigung:   | 878 ‰               |
|                     |                     |